# کینداونگ
کینداونگ (انگلیسی: Kindavong؛ زاده ۱ ژانویهٔ ۱۹۰۰ – درگذشته ۳۰ مارس ۱۹۵۱) سیاستمدار اهل لائوس بود. وی از ۲۳ آوریل ۱۹۴۶ تا ۱۵ مارس ۱۹۴۷ نخست‌وزیر این کشور بود.
کینداونگ در ۳۰ مارس ۱۹۵۱، در سن ۵۱ سالگی درگذشت.